# ClipGrab
ClipGrab est un logiciel libre et multi-plateforme, sous licence GPL v3, qui sert à télécharger des vidéos diffusées sur des sites web populaires tels que YouTube, Vimeo, Dailymotion ou Metacafe. Il offre également la possibilité de convertir les fichiers téléchargés vers d'autres formats comme MP3, MPEG-4, OGG Theora ou WMV.

## Fonctionnalités
ClipGrab supporte officiellement le téléchargement à partir des sites de partage vidéo suivants :
- YouTube
- Clipfish
- CollegeHumor
- Dailymotion
- MyVideo
- MySpass
- Sevenload
- Tudou
- Vimeo

En complément, le logiciel fournit une approche heuristique lui permettant de télécharger des vidéos à partir de sites qui ne sont pas officiellement supportés.
Lorsqu'elles sont disponibles, ClipGrab offre différentes options de qualité pour une vidéo. Cette fonctionnalité permet à l'utilisateur de choisir de télécharger la vidéo en haute définition, définition standard ou basse définition.
ClipGrab peut détecter automatiquement les URLs compatibles quand elles sont copiées dans le presse-papier. Le programme fournit aussi une fonction de recherche intégrée pour YouTube.
Il a été particulièrement salué pour son interface utilisateur propre et facile d'accès,,. Le site de tests de logiciels softoxi.com affirme que « ClipGrab a une interface graphique joliment conçue » et « se démarque immédiatement par son aspect, son ressenti et sa performance ».

## Développement
ClipGrab fut initialement développé avec le langage de programmation propriétaire PureBasic et ne pouvait télécharger qu'une vidéo à la fois.
Plus tard, le logiciel fut réécrit en C++ avec le framework Qt et publié sous les termes de la GPL v3.
Depuis la version 3.0, le programme est également disponible pour OS X.